# Avenida La Plata
Avenida La Plata è una stazione della linea E della metropolitana di Buenos Aires. Si trova sotto l'intersezione delle avenida San Juan/Directorio, avenida La Plata e calle Muñiz, al confine tra i quartieri di Caballito, Parque Chacabuco e Boedo.

## Storia
La stazione fu attivata il 24 aprile 1966, in occasione dell'estensione della linea E tra le stazioni di Avenida La Plata e Bolívar.

## Interscambi
Nelle vicinanze della stazione effettuano fermata diverse linee di autobus urbani ed interurbani.
- Fermata autobus

## Servizi
La stazione dispone di:
- Biglietteria a sportello
- Biglietteria automatica